# Pietryszki
Pietryszki (biał. Пятрышкі, ros. Петришки) – agromiasteczko na Białorusi, w obwodzie mińskim, w rejonie mińskim, w sielsowiecie Pietryszki.
W Pietryszkach znajduje się stacja kolejowa Radoszkowice na linii Mińsk – Mołodeczno – Wilno. W latach międzywojennych była ona sowiecką stacją graniczną na granicy z Polską.